# Экономика Украинской ССР
Экономика Украинской ССР — составная часть экономики СССР, расположенная на территории Украинской ССР.
«Экономика Украинской ССР была одним из самых мощных экономических комплексов в составе Советского Союза. В больших объёмах выпускалась продукция чёрной металлургии, химической промышленности, машиностроения. Росла выработка электроэнергии, значительную роль играл аграрный комплекс, включая экспорт продукции сельского хозяйства» (Игорь Митюков).

## Экономические районы

Экономические районы Украинской ССР
Донецко-Приднепровский
Юго-Западный
Южный

Состав экономических районов СССР менялся в соответствие с задачами совершенствования управления и планирования народного хозяйства. В 1963 утверждена таксономическая сетка, уточнённая в 1966, включающая 19 крупных экономических районов и Молдавскую ССР.
В соответствии с данной таксономией Украинская ССР делилась на 3 крупных экономических района:
- Донецко-Приднепровский экономический район,
- Юго-Западный экономический район,
- Южный экономический район.

## Промышленность
Восстановление промышленности после гражданской войны и иностранной военной интервенции началось в 1920-е годы. В ходе индустриализации СССР началось техническое перевооружение предприятий.
В ходе боевых действий Великой Отечественной войны и немецкой оккупации экономике республики был нанесён значительный ущерб.
22 февраля 1944 года директор Института экономики АН УССР К. Г. Воблый представил работу «Перспективы размещения промышленности УССР после войны», которая стала основой при разработке послевоенного плана реконструкции и развития промышленности.
Украинская ССР за годы советской власти превратилась в высокоразвитую индустриально-аграрную республику со сложным комплексом отраслей тяжёлой, пищевкусовой, лёгкой промышленности и многоотраслевым сельским хозяйством. Всего индустрия Украинской ССР насчитывала около 300 отраслей.
Ведущее место в промышленности занимали машиностроение и металлообработка, чёрная металлургия и топливная промышленность; большую роль играла пищевая индустрия.

### Электроэнергетика
На республику приходилось (1984 год) свыше 17,3 % общесоюзного производства электроэнергии. В 1990 году 66,7 % производственных мощностей приходилось на ТЭС, 24,8 % — на АЭС, 8,5 % — на ГЭС (в 1980 году — соответственно: 85,4, 5,5 и 9,1 %). В общем объёме промышленного производства электроэнергетика занимала 3,2 % (1990 год, в настоящее время — около 12-15 %).
Тепловые электростанции. Основа электроэнергетики — крупные ТЭС, первая из которых — Штеровская ГРЭС (государственная районная электростанция) была построена согласно плану ГОЭЛРО ещё в 1926 году. На 1984 год в республике действовало 12 тепловых электростанций мощностью 1 млн кВт и выше: Углегорская ГРЭС, Запорожская ГРЭС, Криворожская ГРЭС (первые 3 — свыше 3 млн кВт), Бурштынская ГРЭС, Змиёвская ГРЭС, Ворошиловградская ГРЭС, Старобешевская ГРЭС, Приднепровская ГРЭС, Славянская ГРЭС, Ладыжинская ГРЭС, Трипольская ГРЭС, Кураховская ГРЭС и другие).
Широкий размах на территории республики получила комбинированная выработка тепловой и электрической энергии на теплоэлектроцентралях (ТЭЦ) — теплофикация. Работали крупнейшая в республике Киевская ТЭЦ-5 (700 тыс. кВт), а также Харьковская ТЭЦ-5, Киевская ТЭЦ-6, Львовская ТЭЦ, Дарницкая ТЭЦ, Северодонецкая ТЭЦ и другие.
Атомные электростанции. На территории УССР находились в эксплуатации 5 АЭС:
- Чернобыльская АЭС (первая в республике),
- Ровенская АЭС (с 1980 года),
- Южноукраинская АЭС (с 1982 года),
- Запорожская АЭС (крупнейшая, с 1984 года),
- Хмельницкая АЭС,

а также строилась Крымская АЭС (город Щёлкино), Одесская АТЭЦ, Харьковская АТЭЦ (атомная теплоэлектроцентраль).
Гидроэлектростанции. Действовал каскад гидроэлектростанций на реке Днепр (с водохранилищами):
- Киевская ГЭС
- Каневская ГЭС
- Кременчугская ГЭС
- Днепродзержинская ГЭС
- Днепровская ГЭС имени В. И. Ленина (Днепрогэс) (первая в республике, с 1932 года)
- Каховская ГЭС

Строился (по состоянию на 1989 год) Днестровский комплексный гидроузел (каскад из двух Днестровской-1 и Днестровской-2 ГЭС на реке Днестр и Днестровской ГАЭС на берегу). Широкое распространение в республике получило строительство гидроаккумулирующих электростанций: так первой в СССР построена Киевская ГАЭС. На реке Южный Буг сооружался уникальный Южно-Украинский энергетический комплекс, который объединит Южно-Украинскую АЭС (4 млн кВт), Ташлыкскую ГАЭС (1,8 млн кВт) и Константиновскую ГАЭС (0,4 млн кВт). В Закарпатской области — Теребле-Рикская ГЭС.
Энергосистемы. Первая линия электропередачи (ЛЭП) напряжением 110 кВ была построена в 1926 год, она объединяла Штеровскую ГРЭС с городом Кадиевка. К 1984 году общая протяжённость электрических сетей министерства энергетики и электрификации УССР составило 880 тыс. км, в том числе линий напряжением выше 35 кВ — 116,8 тыс. км. Крупнейшие ЛЭП республики:
- 800 кВ: Высоковольтная линия постоянного тока Волгоград — Донбасс
- 750 кВ: Донбасс — Западная Украина — Альбертирша (Венгрия), Чернобыльская АЭС — Западная Украина, Хмельницкая АЭС — Добротворская ГРЭС — Жешув (Польша), Ровенская АЭС — Западная Украина, Чернобыльская АЭС — Винницкая подстанция, Чернобыльская АЭС — Северо-Украинская подстанция — Курская АЭС (Россия), Запорожская АЭС — Днепровская подстанция, Молдавская ГРЭС — Южноукраинская АЭС — Западная Украина и другие.

Основные генерирующие мощности республики были сосредоточены на электростанциях 8 производственных энергетических объединений: «Винницаэнерго», «Днепрэнерго», «Донбассэнерго», «Киевэнерго», «Крымэнерго», «Львовэнерго», «Одессаэнерго», «Харьковэнерго». На территории Украинской ССР функционировала Объединённая энергетическая система Юга, входящая в Единую энергетическую систему СССР.

### Топливная
В общем объёме промышленной продукции УССР доля топливной промышленности составляла на 1984 год 6,1 %, а на её развитие расходовалось около 1/3 всех капиталовложений. Производилась добыча каменного угля (Донецкий угольный бассейн, Львовско-Волынский угольный бассейн) и бурого угля (Днепровский буроугольный бассейн), нефти и природного газа (на Прикарпатье, северо-востоке республики). В общем объёме промышленного производства топливная промышленность занимала 5,7 % (1990 год, в настоящее время — около 10-12 %).
В пересчёте на условное топливо, добыча топлива по видам (1990 год):
- уголь — 76,7 %,
- природный газ — 18,7 %,
- нефть — 3,8 %,
- другие виды — 0,8 % (в основном торф).

Угольная промышленность — одна из важнейших отраслей тяжёлой индустрии республики. С развитием её неразрывно связаны другие отрасли, особенно чёрная металлургия и электроэнергетика. Около 90 % республиканской добычи угля сосредоточено в Донецком каменноугольном бассейне. Большое значение имел коксующийся уголь, месторождения которого находились главным образом в Донецкой области. Антрацит добывали в основном в восточной части бассейна (Луганская область). В 1930-х годах здесь была создана новая отрасль угольной промышленности — обогащение угля. К 1991 году наибольшее количество шахт располагалось в центральной части Донецкой (Донецк, Макеевка, Енакиево, Красноармейск, Торез, Горловка, Дзержинск, Доброполье, Димитров и другие) и Луганской (Красный Луч, Стаханов, Краснодон, Антрацит, Свердловск, Брянка и другие) областях. Основная топливная база западной части республики — Львовско-Волынский угольный бассейн, разведанный и освоенный в послевоенные годы (добыча угля в нём начата с 1954 года). Уголь газовый, длинно пламенный, пригодный для полу коксования. Основные центры — Сокаль, Нововолынск, Червоноград. Значительная часть бурого угля залегает в Днепровском буроугольном бассейне площадью 150 тысяч км², объединяющем месторождения Житомирской, Киевской, Кировоградской, Черкасской, Днепропетровской и Запорожской областей. Уголь высокозольный. Основные центры буроугольной промышленности: Александрия, Ватутино, Коростышев, Стрыжёвка Житомирской области, Андрушев и другие. Для переработки бурого угля были построены брикетные фабрики (Александрия, Благодатное Днепропетровской области и другие). Осваивались новые угольные районы — Западный Донбасс (город Павлоград), Южный Донбасс (город Угледар). Большое внимание уделялось внедрению новой техники, механизации и автоматизации производственных процессов: так была полностью механизирована доставка угля в очистных забоях (1955 год), откатка угля (1957 год), погрузка угля в железнодорожные вагоны (1964 год), выемка угля в очистных забоях (1971 год) и др.
Нефтяная промышленность осуществляла бурение скважин и добычу нефти из нефтяных и нефтегазовых месторождений, переработку её, а также транспортировку и хранение нефти и нефтепродуктов. Промышленные и прогнозные запасы нефти в республике распределялись в Днепровско-Донецкой нефтегазоносной области, Карпатской и Причерноморско-Крымской нефтегазоносных провинциях. Всего выявлено 43 нефтяных и 46 нефтегазовых месторождений. Основные предприятия по добыче нефти на Украине: Ахтырское нефтегазодобывающее управление (крупнейшее), «Черниговнефтегаз» (Прилуки, Гнединцы), «Полтаванефтегаз», «Долинанефтегаз» (Долина, Рожнятов), «Бориславнефтегаз», «Надворнаянефтегаз». Нефть транспортировалась по сети магистральных нефтепроводов:
- Нефтепровод «Дружба»,
- Долина — Дрогобыч,
- Куйбышев — Лисичанск — Кременчуг,
- Гнединцы — Глинско-Розбишевское — Кременчуг — Херсон,
- Херсон — Одесса,
- Ахтырка — Глинско-Розбишевское.

Предприятия нефтеперерабатывающей промышленности УССР были оснащены современными высокопроизводительным оборудованием по переработке нефти. Наиболее крупные нефтеперерабатывающие предприятия УССР:
- Кременчугский нефтеперерабатывающий завод,
- Лисичанский нефтеперерабатывающий завод,
- Херсонский нефтеперерабатывающий завод,
- Дрогобычский нефтеперерабатывающий завод,
- Одесский нефтеперерабатывающий завод,
- Надворнянский нефтеперерабатывающий завод,
- Бердянский опытный нефтемаслозавод,
- Львовский нефтеперерабатывающий завод.
- В 1950 году было добыто нефти 0,293 млн т.

Газовая промышленность. Развивалась на базе месторождений Карпатской и Причерноморско-Крымской нефтегазоносных провинций и Днепровско-Донецкой нефтегазоносной области. Всего выявлено 114 газовых и 46 нефтегазовых месторождений. Образовалось 3 района газовой промышленности: Предкарпатский, Днепровско-Донецкий и Причерноморский. В Предкарпатский район входили прикарпатские части Львовской и Ивано-Франковской областей, первое месторождение здесь было открыто в 1910 году в районе города Калуша, в 1924 году началась промышленная разработка Дашавского месторождения, в 1940 году (после присоединения к УССР) — Опарского газового месторождения. Днепровско-Донецкий район расположен на Левобережье (около 80 % республиканской добычи нефти и газа). Залежи газа на территории Харьковской, Полтавской, Сумской и Черниговской областей были открыты в послевоенное время. В 1956 году было введено Шебелинское газовое месторождение (крупнейшее в УССР), позднее — Крестищенское, Ефремовское, Кегичёвское и другие. В Причерноморском районе освоены месторождения в Крымской и Херсонской областях, с 1966 года начата промышленная разработка Глебовского газового месторождения, позже открыты Джанкойское, Стрелковское и другие. С 1983 года в акватории Чёрного моря разрабатывается Голицинское месторождение. Протяжённость магистральных газопроводов и отводов от них на территории УССР в 1984 году составляла свыше 24 тысячи км. Крупнейшие газопроводы:
- «Союз» (Оренбург — западная граница СССР),
- Уренгой — Помары — Ужгород
- «Братство» и другие.

Торфяная промышленность. Добыча торфа на Украине известна ещё с XVII века. Общие запасы — 2,3 млрд т. Больше всего торфа добывали в Черниговской (Замглайское месторождение), Житомирской (Озерянское месторождение), Львовской, Сумской (Езуцкое месторождение), Черкасской (Ирдынское месторождение), Киевской (Бучанское и Трубежское месторождения), Волынской (Цырское, Полесское месторождения) и Ровенской (Морочное, Кременное и Чемерное месторождения) областях. Развивалось производство торфяных брикетов (Лопатин, Стоянов и другие).
Промышленность горючих сланцев. Широко распространены на территории Украины. Основные запасы их были сосредоточены в Бовтышской впадине на правобережье Днепра, а также в пределах Днепровско-Донецкой впадины, Волынско-Подольской плиты, в Карпатах и Крымских горах. Имевшиеся запасы, однако, не использовались.

### Горнодобывающая
На территории УССР широко представлены горные ресурсы для металлургической промышленности:
- Украинская ССР — один из важнейших в СССР районов добычи железной, здесь добывается около ½ общесоюзной железной руды. Основные железорудные бассейны:
  - Криворожский железорудный бассейн (Днепропетровская область, главный центр — город Кривой Рог) — 83 % от республиканской, промышленные запасы — около 18 млрд т,
  - Керченский железорудный бассейн (в Крымской области), промышленные запасы — 1,5 млрд т,
  - Кременчугский железорудный район (северное продолжение Кривбасса) — город Комсомольск (Полтавская область), промышленные запасы — 4,5 млрд т,
  - Белозёрский железорудный район (Запорожская область: Днепрорудное, пгт Степногорск), запасы богатых мартитовых руд — 550 млн т, а с содержанием железа 60-65 % — около 20 млн т,
  - другие месторождения: Мариупольское, Куксунгурское, Гуляйпольское,
- марганцевая руда — около 80 % общесоюзной; в районе Никополя — Никопольский марганцевый бассейн (города Марганец и Орджоникидзе — Никопольский район и Большетокмакский район), промышленные запасы — 2,1 млрд т,
- кварциты и кварцитовые песчаники, используемые для изготовления динасовых огнеупоров, ферросплавов и кристаллического кремния, добывали в Житомирской (Овручское месторождение), Сумской (Баничское месторождение) областях,
- флюсовой известняк — Еленовское, Каракубское (Комсомольское) и Новотроицкое месторождения Донецкой области, Балаклавская группа месторождений (Севастополь), Краснопартизанское месторождение Крымской области (Керчь), промышленные запасы — 3,2 млрд т,
- доломиты — Стыльское, Докучаевское (Докучаевск) и Ямское (Северск) месторождения Донецкой области, Негребовское месторождение Житомирской области, промышленные запасы — 0,4 млрд т,
- огнеупорные глины — Часовоярское (Часов Яр), Новорайское и Андреевское (Дружковка) месторождения Донецкой области, Положское (Пологи) месторождение Запорожской области, Пятихатское месторождение Днепропетровской области, Кировоградское (Обозновское) месторождение Кировоградской области, промышленные запасы — 0,5 млрд т,
- формировочные пески — разрабатывались на многих месторождениях в Харьковской (Вишнёвское, Гусаровское), Запорожской (Пологовское, Ореховское), Донецкой (Краснолиманское, Ямпольское) и других областей,
- бентонитовые глины (как формировочные материалы и адсорбенты) — имелись в Черкасской, Закарпатской, Крымской, Хмельницкой и Тернопольской областях. Крупнейшее — Черкасское месторождение,
- пирофиллит — имелся в Житомирской области (Курьяновское и Нагорнянское месторождения),
- руды цветных и редких металлов:
  - ртуть — Донбасс (Никитовское месторождение, Горловка),
  - свинец и цинк — Беганское и Береговское месторождения Закарпатской области,
  - титан и цирконий — Самотканское месторождение Днепропетровской области (около города Вольногорск) и Иршанское месторождение Житомирской области,
  - никель и кобальт — в Побугское (Капитановское и Деренюсское месторождения Кировоградской области около пгт Побужское) и в Приднепровье (Сухохуторское и Девладовское месторождения Днепропетровской области),
  - магний — в солях залива Сиваш и в Предкарпатье,
  - алюминий — Беганское и Береговское месторождение Закарпатской области (алуниты), Высокопольское месторождение Днепропетровской области и Смелянское месторождение Черкасской области (бокситы), Калинино-Шевченковское месторождение Донецкой области (нефелиновые сиениты),
  - хром — в бассейне Южного Буга,
  - медь — Рафаловское месторождение Ровенской области,
  - уран — Желтоводское месторождение Днепропетровской области,
  - золото — Мужиевское месторождение Закарпатской области.

В отрасли действовали мощные горно-обогатительные комбинаты (ГОКи) для обогащения бедных руд и превращения их в концентрат, из которого вырабатывали агломерат и окатыши (Южный ГОК, Новокриворожский ГОК, Центральный ГОК, Северный ГОК, Ингулецкий ГОК, Камыш-Бурунский ГОК, Полтавский ГОК).
На территории УССР широко представлены рудные ресурсы для химической промышленности:
- самородная сера — запасы сосредоточены в Предкарпатском сероносном бассейне (разрабатывается с 1958 года) — Новороздольское, Язовское, Немировское месторождения Львовской области,
- калийная соль — Прикарпатье, запасы — 2,8 млрд тонн, разрабатывалось Калушско-Голинское и Стебникское месторождение (с 1826 года),
- каменная соль — Донбасс — Артёмовское, Славянское, Новокарфагенское месторождение, среди солянокупольных структур Днепровско-Донецкой впадины (Ефремовское месторождение), Закарпатья (Солотвинское месторождение), в Крыму (Сивашское месторождение), разведанные запасы оценивались в 9 млрд тонн,
- апатиты — открыто и предварительно разведано Новополтавское месторождение в Запорожской области, а также Стремигородское месторождение Житомирской области,
- фосфориты — Жванское месторождение Винницкой области, Изюмское месторождение Харьковской области, Кролевецкое месторождение Черниговской области, Осиковское месторождение Донецкой области,
- известняки Крыма (Краснопартизанское месторождение) и мел Донбасса (Райгородское и Белоговоровское месторождения) используются для производства соды,
- графит — добывают в Кировоградской области (Завальевское и Петровское месторождения), а также Троицкое (Запорожская), Буртынское (Хмельницкая), Мариупольское (Донецкая),
- цеолиты — большие месторождения в Закарпатье (Сокирницкое месторождение),
- озокерит — в Львовской области (Бориславское месторождение),
- бентонит — Черкасское месторождение,
- вермикулит — Каменномогильское месторождение (Донецкая область),
- флюорит (плавиковый шпат) — Покрово-Киреевское и Петрово-Гнутовское месторождения (Донецкая область).

На территории УССР широко представлены горные ресурсы для промышленности строительных материалов:
- цементное сырьё представлено карбонатными породами, запасы — 2,3 млрд т:
  - мел — Шебелинское месторождение (Харьковская область), Здолбуновское (Ровенская), Новгород-Северское (Черниговская),
  - мергель — Амвросиевское месторождение (Донецкая область), Межигорско-Дубовецкое (Тернопольская),
  - известь — Гуменецкое и Лысогорское месторождение (Хмельницкая область), Розвадовское (Львовская), Жёлтокаменское (Днепропетровская), Елизаветовское, Загнитковское и Главанское (Одесская), Григорьевское (Николаевская), Бургунское (Херсонская), Сокирянское (Черновицкая), Максимовское (Тернопольская),
- глины — Шебелинское месторождение (Харьковская область), Гуменецкое и Кривинское (Хмельницкая), Розвадовское (Львовская), Новгород-Северское (Черниговская), Жёлтокаменское (Днепропетровская), Шкодовогорское (Одесская), Григорьевское (Николаевская),
- стекольные пески — 24 месторождения, крупнейшие: Новосёловское и Берестовеньковское (Харьковская область), Авдеевское, Михайловское (Донецкая), Папирнянское (Черниговская), Великоглебовичское, Задворьевское (Львовская область), пески высококачественные, легко обогащаются, промышленные запасы — 220 млн т,
- гипс — Артёмовское месторождение (Донецкая область), Приднепровье, промышленные запасы — 439 млн т,
- перлит — в Закарпатье, промышленные запасы — 49 млн т,
- каменные строительные материалы (облицовочные камни), промышленные запасы — 7,8 млрд т:
  - гранит, габбро и лабрадорит — Емельяновское, Корнинское, Коростышевское, Головинское и Слепчицкое месторождения (Житомирская область), Жежелевское и Тывровское месторождение (Винницкая), Капустянское (Кировоградская), Гранитное, Каранское, Андреевское и Чердаклынское (Донецкая), Новоданиловское (Николаевская), Клесовское и Ясногорское (Ровенская),
  - мрамор — Требушанское и Великокаменецкое месторождения Закарпатской области, Белгород-Днестровское (Одесская),
  - цветные мраморированные известняки — Долгорунское, Прибуйское месторождения (Закарпатская область),
  - туфы (Закарпатье),
- ювелирные и поделочные камни:
  - янтарь — Клесовское месторождение (Ровенская область),
  - родонит — Прелучное месторождение (Закарпатская область),
  - мраморный оникс — Калюсик (Хмельницкая область),
  - Волынское месторождение: топаз, берилл, кварц (Житомирская область).

### Металлургическая
Среди отраслей обрабатывающей промышленности выделялась чёрная металлургия. УССР была одной из ведущих металлургических баз СССР. В 1984 году доля УССР в общесоюзном производстве чёрных металлов составляла: готового проката — 35,7 %, стальных труб — 34,1 %, свыше 1/3 производства стали и готового проката СССР. Производство железа на территории Украины известно с 7—5 веков до н. э. Заводское производство чёрных металлов на Украине начало развиваться в последние 30 лет XIX века одновременно с промышленной разработкой каменного угля в Донбассе и железных руд в Кривбассе и Керченском бассейне. Первая доменная печь появилась в начале XIX века (Луганск), первый завод, работающий на местном коксе — в 1872 году (Юзовка), первый металлургический завод полного цикла — в 1887 году (Екатеринослав). В годы первых пятилеток на территории УССР появились новые гиганты отрасли: заводы «Запорожсталь», «Азовсталь», «Криворожсталь», «Днепроспецсталь» (первый электрометаллургический завод качественных сталей), Никопольский южно-трубный металлургический завод, Запорожский ферросплавный завод и другие. В общем объёме промышленного производства металлургическая (в том числе горно-металлургическая) промышленность занимала 11,0 % (1990 год, в настоящее время — около 27—28 %).
Отраслевая структура чёрной металлургии УССР по объёму продукции на 1990 год:
- добыча и обогащение рудного сырья для чёрной металлургии — 11,4 %;
- добыча и обогащение нерудного сырья для чёрной металлургии — 0,8 %;
- производство чёрных металлов — 50,7 %;
- производство труб — 11,5 %;
- производство электроферросплавов — 3,3 %;
- коксохимическая промышленность — 14,5 %;
- производство огнеупоров — 1,9 %;
- вторичная обработка чёрных металлов — 1,9 %;
- производство метизов (производство изделий производственного предназначения) — 4 %.

Чёрная металлургия. Предприятия отрасли размещались в Приднепровье (Днепропетровск — металлургические заводы имени Г. И. Петровского и имени Коминтерна, Днепродзержинск — Днепровский металлургический комбинат имени Ф. Э. Дзержинского, Запорожье — «Запорожсталь» и «Днепроспецсталь», Кривой Рог — «Криворожсталь» имени В. И. Ленина), Донбассе (Донецк — Донецкий металлургический завод имени В. И. Ленина, Макеевка — Макеевский металлургический комбинат имени С. И. Кирова, Енакиево — Енакиевский металлургический завод, Коммунарск — Коммунарский металлургический завод, Краматорск — Краматорский металлургический завод, «Энергомашспецсталь», Константиновка — Константиновский металлургический завод) и Приазовье (Мариуполь — металлургические комбинаты имени Ильича и «Азовсталь» имени С. Орджоникидзе), а также Броварской завод порошковой металлургии.
Трубная промышленность Крупнейшие предприятия: Харцызский трубный завод, Новомосковский трубный завод, Днепропетровские трубопрокатные заводы имени В. И. Ленина и имени К. Либкнехта, Никопольский южнотрубный завод, Макеевский трубный завод имени Свердлова, Луганский трубный завод.
Ферросплавная промышленность. Крупнейшие предприятия отрасли: Запорожский ферросплавный завод, Никопольский ферросплавный завод, Стахановский ферросплавный завод.
Коксохимическая промышленность. Крупнейшие предприятия — в Авдеевке, Запорожье, Макеевке (Макеевский и Ясиновский коксохимические заводы), Коммунарске, Мариуполе, Днепродзержинске, Донецке, Днепропетровске (заводы имени М. И. Калинина и С. Орджоникидзе), Горловке, Енакиеве, Стаханове, Кривом Роге и других городах.
Производство огнеупоров. Крупнейшие предприятия: Ватутинский комбинат огнеупоров, Пантелеймоновский огнеупорный завод, Красногоровка, Владимирское, Константиновка, Северск, Кривой Рог и др.
Метизная промышленность. Крупнейшие предприятия в городах: Дружковский метизный завод, Харцызск — Харцызский канатный завод, Одесса, Черновцы, Харьков, Киев, Львов, Запорожье и другие.
Цветная металлургия. По объёму товарной продукции и стоимости основных производственных фондов отрасль УССР занимала 3-е место после РСФСР и Казахской ССР, а по производству ртути, ильменитовых, рутиловых и циркониевых концентратов — 1-е место в стране. В республике налажено производство алюминия, цинка, титана, соединений циркония и гафния, индия и германия, наплавочных твёрдых сплавов, ниобия, рафинированного ферроникеля, интерметаллических полупроводниковых соединений и других цветных и редких металлов и их сплавов. Развитая цветная металлургия — добыча и обогащение руд металлов: Вольногорск — Верхнеднепровский горно-металлургический комбинат и Иршанск — Иршанский ГОК имени XXV съезда КПСС (титановые руды), Жёлтые Воды и Смолино Кировоградской области (урановые руды), производство:
- алюминий — Николаевский глинозёмный комбинат и Днепровский алюминиевый комбинат имени С. М. Кирова в Запорожье),
- титан и магний (Запорожье — Запорожский титаномагниевый комбинат, Калуш — Калушский магниевый завод, Северодонецк — Северодонецкий химико-металлургический завод, Красноперекопск — ПО «Титан»),
- ртуть (Горловка — Никитовский ртутный комбинат),
- свинец и цинк (Константиновка — «Укрцинк»),
- ферроникель и кобальт (пгт Побугское Кировоградской области — Побугский никелевый завод),
- полупроводниковые материалы (Торез — Торезский завод наплавочных твёрдых сплавов, Светловодск — Светловодский комбинат твёрдых сплавов и тугоплавких металлов, Запорожье — Запорожский электродный завод имени 50-летия Советской Украины),
- соединения редких металлов (Светловодск — Светловодский комбинат твёрдых сплавов и тугоплавких металлов, Светловодский завод чистых металлов и пгт Донское Донецкой области — Донецкая химико-металлургическая фабрика),
- обработка цветных металлов и сплавов (Артёмовск — Артёмовский завод по обработке цветных металлов имени Э. И. Квиринга, Донецк — «Донецквторцветмет», Свердловск — Свердловский завод алюминиевых сплавов, Киев, Харьков, Одесса, Львов, Симферополь и другие).

### Машиностроение
Ведущая отрасль промышленности по количеству занятых рабочих (28,3 % на 1984 год) и по производству валовой продукции: в общем объёме промышленного производства машиностроение занимало 30,5 % (1990 год, в настоящее время — около 13-14 %). УССР занимала одно из ведущих мест в выпуске многих видов продукции машиностроения (на 1984 год): 100 % роторных экскаваторов, кукурузо- и свёклоуборочных комбайнов, 95,4 % угольных очистительных комбайнов, 40,5 % доменного и сталеплавильного оборудования, около 47 % силовых трансформаторов, 33,8 % прокатного оборудования, 24 % крупных электрических машин и так далее.
Первые предприятия на территории Украины возникли в 1870-х годах в Одессе, Харькове, Елисаветграде, Киеве, Бердянске, Николаеве, Херсоне и других городах. До революции были построены некоторые высокотехнологические заводы: крупнейшие в России паровозостроительные заводы в Харькове (ныне — Харьковский завод транспортного машиностроения имени В. А. Малышева) и Луганске (ныне Луганский тепловозостроительный завод) и некоторые другие. В предвоенные годы появились гиганты индустрии: Новокраматорский машиностроительный завод имени В. И. Ленина, Харьковский авиационный завод, Харьковский тракторный завод имени С. Орджоникидзе, Днепропетровский завод металлургического оборудования, Краматорский завод тяжёлого станкостроения имени В. Я. Чубаря, Харьковский турбогенераторный завод, станкостроительные заводы в Харькове, Киеве, Одессе. Были реконструированы Сумской завод химического машиностроения имени М. В. Фрунзе, Харьковский моторостроительный завод «Серп и молот», Кировоградский завод сельскохозяйственных машин «Красная звезда», Киевский завод «Большевик», Днепропетровский завод металлоконструкций имени И. В. Бабушкина. В послевоенные годы появились: Харьковский завод «Электротяжмаш» имени В. И. Ленина, Днепропетровское ПО по выпуску тяжёлых прессов, Запорожский трансформаторный завод, «Точэлектроприбор» в Киеве, Полтавский и Снежнянский заводы химического машиностроения, «Львовсельмаш», Львовский автобусный завод имени 50-летия СССР («ЛАЗ»), Львовское ПО «Автопогрузчик», Львовское ПО «Кинескоп», Кременчугский автомобильный завод («АвтоКРАЗ»), Запорожский автомобильный завод «Коммунар» («АвтоЗАЗ»), Луцкий автомобильный завод («ЛуАЗ»), Сумский завод электронных микроскопов и другие.
Крупнейшим центром машиностроения УССР являлся Харьковский (город Харьков) — район тракторного и сельскохозяйственного, энергетического, транспортного, электротехнического машиностроения, приборо- и станкостроения. На Донбассе и Приднепровье (Днепропетровск, Запорожье, Ворошиловград, Краматорск, Мариуполь, Донецк, Мелитополь, Кривой Рог, Харцызск и другие) было развито преимущественно металлургическое, транспортное, горношахтное машиностроение, производство тяжёлых станков и прессов, металлоконструкций, сельскохозяйственное машиностроение. В причерноморских городах (Одесса, Николаев, Херсон, Новая Каховка, Симферополь, Севастополь, Керчь, Первомайск, Измаил и другие) ведущее место занимало судостроение, а также станкостроение, подъёмно-транспортное, строительное и дорожное, сельскохозяйственное машиностроение, приборостроение, производство электрических машин. В центральных областях (Киев, Черкассы, Полтава, Кременчуг, Винница, Кировоград, Смела, Житомир, Конотоп, Сумы и другие) — приборостроение, станкостроение, химическое, строительное и дорожное, сельскохозяйственное машиностроение, машиностроение для пищевой промышленности. В западных областях (Львов, Хмельницкий, Черновцы, Тернополь, Ровно, Дрогобыч, Луцк, Ивано-Франковск, Каменец-Подольский, Мукачево и другие) — станко-, приборостроение, транспортное, радиотехническое, электротехническое, сельскохозяйственное машиностроение, машиностроение для пищевой и нефтехимической промышленности.
Главные отрасли машиностроения:
- производство машин и оборудования для горной и металлургической промышленности (Одесский завод тяжёлого весостроения, ПО «НКМЗ» имени В. И. Ленина (прокатное оборудование, обжимные станы) и Старокраматорский машиностроительный завод (специализированные прокатные станы), Мариуполь — ПО «Ждановтяжмаш» (конвертеры), Горловка, Дружковка, Дебальцево, Ясиноватая, Донецк),
- энергетическое машиностроение и электротехническая промышленность (Харьков — ПО «Турбоатом» («Харьковский турбинный завод» — атомные и гидротурбины), Запорожье, Краматорск — завод «Энергомашспецсталь» (заготовки из спецсталей) и другие),
- химическое машиностроение (Сумское машиностроительное ПО имени М. В. Фрунзе (технологические линии, агрегаты, насосы), Киев — ПО полимерного машиностроения «Большевик», Полтавский завод химического машиностроения (эмалированное химическое оборудование), Снежное, Бердичев — завод «Прогресс» (многоярусные фильтры), Днепропетровск — ПО тяжёлого бумагоделательного машиностроения имени Артёма, Дрогобыч — Дрогобычский долотный завод и другие),
- станкостроение (Киев — Киевское станкостроительное производственное объединение имени М. Горького; Харьков — завод агрегатных станков и станкостроительный завод; Одесса — заводы прецизионных, фрезерных, радиально-сверлильных станков, ПО «Прессмаш»; Днепропетровск — станкостроительный завод (деревообрабатывающие станки); Краматорск — Краматорский завод тяжёлого станкостроения имени В. Я. Чубаря; Павлоград — завод литейных машин; Ивано-Франковск — завод «Автолитмаш»; Городок — Городокский станкостроительный завод (деревообрабатывающие станки) и другие), в том числе производство станков с числовым программным управлением, промышленных роботов, автоматических линий и комплексов,
- электротехническое машиностроение (Запорожье — ПАО «Запорожтрансформатор», «Преобразователь», Харьков — «Электротяжмаш» (генераторы для турбин), электромеханический «ХЭМЗ» и электротехнический «ХЭЛЗ» заводы, Хмельницкий — «Укрэлектроаппарат» (трансформаторы), Новая Каховка — Новокаховский электромашиностроительный завод, Полтава — «Электромотор», кабельные заводы: Киев — «Укркабель», «Донбасскабель», «Запорожкабель», «Одесский кабельный завод» и другие),
- приборостроение (Киев — ПО «Точэлектроприбор» (измерительная аппаратура), «Киевприбор» Львов — «Львовприбор», Сумы — ПО «Электрон» (электронно-оптические приборы), Харьков — завод контрольно-измерительных приборов, приборостроительный завод имени Шевченко, радиозавод «Протон», завод «Коммунар», завод «ФЭД», Ивано-Франковск — приборостроительный завод, Житомирский завод «Электроизмеритель» и другие),
- радиоэлектронная промышленность, в том числе производство:
  - телевизоров (Львов — концерн «Электрон», ПО «Кинескоп», Харьков — ПО «Коммунар» (телевизоры «Берёзка»), Симферополь — ПО «Фотон»),
  - магнитофонов, магнитол, музыкальных центров (Запорожье — НПК «Искра», Киев — завод «Коммунист» (оба — магнитофоны и магнитолы «Весна»), Харьков — ПО «Протон», завод имени Шевченко (магнитолы и музыкальные центры «Романтика»)
  - ЭВМ (Северодонецк — НПО «Импульс», Киев — ПО «Электронмаш»),
  - холодильников (Донецк — ПО «Донбасс»),
- транспортное машиностроение, в том числе производство:
  - автомобилей: Кременчугский автомобильный завод (крупнотоннажные автомобили и самосвалы), Запорожье — ПО «АвтоЗАЗ», Луцк — Луцкий автомобильный завод, Мелитопольский моторный завод ПО «АвтоЗАЗ», Орехов),
  - автобусов и мопедов (Львовский автобусный завод и Львовский мотозавод),
  - мотоциклов (Киевский мотоциклетный завод,
  - велосипедов (Харьковский велосипедный завод),
  - автопогрузчиков (Львовский завод автопогрузчиков),
  - тепловозов (Ворошиловград — ПО тепловозостроения имени Октябрьской Революции),
  - грузовых вагонов (Крюковский вагоностроительный завод, Мариуполь — ПО «Ждановтяжмаш», Стаханов, Днепродзержинск),
  - подшипников (Харьковский ГПЗ № 8, Винницкий ГПЗ № 18 и Луцкий ГПЗ № 28),
  - экскаваторов (Киев — завод «Красный экскаватор»),
  - кранов (Одесское ПО краностроения),
  - дорожных машин (Бердянский завод дорожных машин, Коростенский завод дорожных машин, Кременчугский завод дорожных машин, Славянск, Днепропетровск и Харьковское ПО «Дормашина» (бульдозеры)),
  - промышленных кондиционеров (Харьков — ПО «Кондиционер»),
- авиационная промышленность (Запорожское ПО «Моторостроитель», Киев, Харьков, Вишнёвое, Красилов, Волочиск, Первомайск Ворошиловградской области),
- производство ракетокосмической техники (Днепропетровск — «Южный машиностроительный завод»),
- судостроение (Николаев — Черноморский завод, завод «Океан», завод им. 61 коммунара, Херсон — судостроительное ПО, Керченский завод «Залив», феодосийское ПО «Море», Первомайский завод «Фрегат», Киев, Севастополь, Измаил, Мариуполь — Азовский судоремонтный завод),
- тракторостроение (Харьковский тракторный завод им. С. Орджоникидзе, Харьковский завод тракторных двигателей, Днепропетровск, Киев — ПО «Киевтрактородеталь» имени И. И. Лепсе, Мелитопольский завод тракторных гидроагрегатов, Кировоградский завод тракторных гидроагрегатов, Винница — завод тракторных агрегатов, Чугуевский завод топливной аппаратуры), Лозовский кузнечно-механический завод.
- сельскохозяйственное машиностроение, в том числе производство почвообрабатывающих агрегатов (Одесса — ПО «Одессапочвомаш»), сеялок (Кировоградский завод «Красная звезда»), жаток (Бердянск — ПО по жаткам), свёклоуборочных (Днепропетровский комбайновый завод, Тернопольский комбайновый завод) и кукурузоуборочных (Херсонский комбайновый завод) комбайнов, машин для борьбы с вредителями сельскохозяйственных культур (завод «Львовхимсельхозмаш»), а также машин для животноводства и кормопроизводства (ПО «Уманьферммаш», Новоград-Волынский завод сельхозмашиностроения, Нежинский завод сельскохозяйственного машиностроения, Коломыйский завод сельскохозяйственных машин и Ковельский завод сельскохозяйственных машин),
- металлоконструкций (Днепропетровск, Мариуполь, Житомир, Донецк, Киев и другие).

### Химическая
Химическая и нефтехимическая промышленность включала производство минеральных удобрений, серной кислоты, соды, пластических масс, химических волокон, красителей, резинотехнических изделий и другого (Северодонецк, Донецк, Житомир, Винница, Одесса и другие). В 1984 году доля УССР в общесоюзном производстве составляла: минеральных удобрений — 15,5 %, химических средств защиты растений — 23,9 %, серной кислоты — 17,5 %, кальцинированной соды — 25,3 %, каустической соды — 16,4 %, химических волокон — 13 %. Первое промышленное предприятие отрасли возникло в 1892 году (Донецкий (ныне Лисичанский содовый завод), однако производство некоторых видов продукции (порох, селитра, соли, щёлочи) известно на территории республики с давних времён. В общем объёме промышленного производства химическая промышленность занимала 5,5 % (1990 год, в настоящее время — около 5-7 %).
В республике в советское время сложился ряд мощных территориально-химических комплексов:
- Лисичанско-Рубежанский (Ворошиловградская область),
- Горловско-Славянский (Донецкая область),
- Приднепровский (Днепропетровская область),
- Одесский,
- Присивашский (Крымская область),
- Киевский,
- Черниговский,
- Черкасский,
- Ровенский и другие.

Большое значение для интенсивного развития отрасли имело создание отечественного химического машиностроения, обеспечивающего отрасль современным оборудованием. Основные отрасли, поставляющие сырьё для химической и нефтехимической промышленности: лесохимическая (Свалява, Перечин, Великий Бычков Закарпатской области, Выгода Ивано-Франковской области, Славута Хмельницкой области, Коростень и Коростышев Житомирской области), нефтеперерабатывающая (Кременчуг, Лисичанск, Херсон, Одесса, Борислав, Дрогобыч, Надворная, Бердянск, Львов), газоперерабатывающая (Долина Ивано-Франковской области, Гнединцы Черниговской области), коксохимическая промышленность (Авдеевка, Макеевка, Мариуполь, Донецк, Енакиево, Горловка Донецкой области, Днепропетровск, Днепродзержинск, Кривой Рог Днепропетровской области, Коммунарск Ворошиловградской области, Запорожье).
Размещение предприятий отраслей химической и нефтехимической промышленности:
- горно-химическая промышленность. Добыча химического сырья (см. также горнорудная промышленность): пгт Шкло (возле Новояворовское) — Яворское ПО «Сера» и Новый Роздол — Роздольское ПО «Сера» (бывший серный комбинат) Львовской области (сера), Калуш-Голинское (Ивано-Франковская), Стебник — калийный завод (калийные соли), Артёмовск (Карло-Либкнехтовск — ПО «Артёмсоль»), Славянск (Донецкая), Сивашское (Крымская), Солотвинское Закарпатской области (поваренная соль) и другие.
- основная химия.
  - производство соды: Лисичанский содовый завод, Северодонецк, Славянск — ПО «Химпром», Красноперекопск — Красноперекопский бромный завод.
  - производство кислот, солей: Константиновка — химзавод, Первомайский (Харьковская область) — ПО «Химпром», Донецк, Пологи, Калуш — ПО «Хлорвинил», Ровно, Винница, Киев, Одесса, Сумы.
  - производство минеральных удобрений:
    - азотные удобрения: Горловка — ПО «Стирол», Северодонецкое ПО «Азот», Днепродзержинск — ПО «Азот», Черкасское ПО «Азот», Ровно — ПО «Азот», Донецк — Донецкий азотный завод, Коростышев, Григорьевка Одесской области,
    - калийные удобрения: Калуш, Стебник — калийный завод,
    - фосфатные удобрения: Сумы — ПО «Химпром», Константиновка — Константиновский химзавод, Красноперекопск — ПО «Химпром», Саки — Сакский химзавод, Одесса, Винница — Винницкий химзавод,
- производство химических волокон: Черниговский комбинат химического волокна, Черкасский завод химического волокна, Сокальский завод химического волокна, Житомирский завод химического волокна, Бердянский завод стекловолокна и киевское ПО «Химволокно»
- производство пластических масс: Запорожье, Вольнянск, Бердянск, Ворошиловград, Северодонецк — ПО «Стеклопластик», Брянка, Харьков, Мерефа, Донецк, Горловка, Днепропетровск, Николаев, Новая Каховка, Одесса, Черкассы — завод пластмасс, завод ионообменных смол, Кировоград, Светловодск, Полтава, Нежин, Прилуки, Киев, Бровары — Броварской завод пластмасс, Житомир, Радомышль, Винница, Хмельницкий, Луцк — Луцкий химзавод, Корец, Почаев, Яворов, Виноградов, Ялта, Севастополь, Симферополь — Симферопольский химзавод,
- лакокрасочная промышленность: Днепропетровск, Днепродзержинск, Кривой Рог, Кременчуг, Полтава, Гуляйполе, Мелитополь, Краматорск, Донецк, Мариуполь, Рубежное — ПО «Краситель», Ворошиловград, Харьков, Конотоп, Нежин, Киев, Кировоград, Малая Виска, Одесса, Херсон, Красноперекопск, Севастополь, Керчь, Винница, Коростень, Хмельницкий, Черновцы, Борщёв, Ивано-Франковск, Иршава, Королёво Закарпатской области, Львов, Борислав, Дрогобыч,
- химико-фотографическая промышленность: Шостка — ПО «Свема»,
- химико-фармацевтическая промышленность: Киев, Харьков — ПО «Здоровье», Умань, Лубны, Тернополь, Львов, Одесса, Горловка, Житомир, Николаев, Днепропетровск, Голованевск Кировоградской области,
- бытовая химия: Ужгород — завод бытовой химии, Дрогобыч — завод бытовой химии, Тернополь, Скалат, Борщёв, Кременец, Хмельницкий, Славута, Коростень, Луцк, Черновцы — завод бытовой химии, Винница, Могилёв-Подольский, Нежин, Конотоп, Киев, Кировоград, Одесса, Херсон, Симферополь, Днепропетровск, Донецк, Краматорск, Ворошиловград,
- другие отрасли (в том числе военная химия — производство пороха и т. д.): Павлоград, Рубежное, Петровское Ворошиловградской области, Ивано-Франковск — завод тонкого органического синтеза, Новояворовское, Львов, Херсон, Николаев, Красноперекопск, Донецк — завод химреативов, Славянск — завод полихлорвиниловых плёнок, Первомайский Харьковской области, Чернигов, Черкассы — завод химреактивов,
- нефтехимическая промышленность:
  - производство исходных продуктов органического синтеза: Дзержинский фенольный завод (в пгт Новгородское), Кременчугский завод технического углерода, Стахановский завод технического углерода, Дашава — завод технического углерода, Дрогобыч, Львов, Киев, Лисичанск,
  - шинная (производство и ремонт шин): Белая Церковь — ныне завод «Росава», Бровары — шиноремонтный завод, Гневань Винницкой области, Днепропетровск — «Днепрошина», Марьинка, Одесса, Николаев, Симферополь, Запорожье, Днепропетровск, Угринов Ивано-Франковской области,
  - резино-асбестовая промышленность (заводы резинотехнических изделий): Лисичанск, Стаханов, Горловка, Донецк, Запорожье, Бердянск, Харьков, Белая Церковь — ныне завод «Росава», Киев, Сумы, Херсон, Дубно, Черновцы, Луцк, Копычинцы, Стрый, Дашава, Одесса.

### Пищевая
Пищевая промышленность УССР занимала 2-е место в СССР после РСФСР. В общесоюзном производстве товаров в 1984 году на республику приходилось 61,9 % производства сахара из сахарной свёклы, 32,8 % растительного масла, 25,3 % животного масла, 21,9 % мяса, 25 % консервов, 22,1 % пива, 21,3 % кондитерских изделий, 19,2 % цельномолочной продукции, 15,8 % виноградного вина, 46,6 % добычи соли. В общем объёме промышленного производства пищевая промышленность занимала 18,6 % (1990 год, в настоящее время — около 15-17 %). Размещена повсеместно.
Важнейшее место в системе пищевой индустрии республики занимала сахарная промышленность, особо развитая в Юго-Западном экономическом районе (Винницкая, Черкасская, Хмельницкая, Киевская, Львовская, Ровенская и другие области). В Донецко-Приднепровском районе крупными производителями сахара были Кировоградская, Сумская, Полтавская и Харьковская области. В Южном экономическом районе сахарные заводы были в Одесской и Николаевской областях. Большинство из 192 сахарных заводов находились в районах сахаросвекловичного производства: Шепетовка, Черкассы, Сумы, Бердичев. Крупнейшими предприятиями являлись: Лохвицкий и Купянский сахарные комбинаты, Долинский сахарный завод, Сумский Краснозвёздный, Дружбинский и Одесский сахарорафинадные заводы, Борщёвский, Новоукраинский сахарный завод, Первомайский сахарный завод, Самборский сахарный завод, Ходоровский сахарный завод, Хоростковский, Яготинский и другие (Пирятин, Староконстантинов, Деражня).
Мукомольно-крупяная промышленность. Ахтырский, Изюмский, Кролевецкий, Пирятинский, Сумский, Тернопольский и др. комбинаты хлебопродуктов. Всего в 1984 году — 418 предприятий, включая комбикормовые заводы в районных центрах и небольших городах: Сквира, Васильков, Мироновка, Радивилов, Стрый, Виноградов, Берегово, Джанкой, Красноград и т. д.
Хлебопекарная промышленность была представлена практически во всех городах и многих посёлках. Крупнейшие предприятия находились в столице и областных центрах.
Кондитерская промышленность была сосредоточена в крупных городах (Киев, Донецк, Львов, Днепропетровск, Винница, Кременчуг, Ворошиловград, Харьков, Тростянец, Хмельницкий, Николаев, Мариуполь, Запорожье и других).
Масложировая промышленность. Крупнейшими предприятиями были Полтавский, Кировоградский, Славянский, Одесский, Харьковский, Днепропетровский, Запорожский, Винницкий масложировые и жировые комбинаты, Черновицкий масложировой комбинат, Пологовский маслоэкстракционный завод и Волчанский маслоэкстракционный завод. Крупные предприятия были также в городах Львов, Ужгород, Нежин, Донецк и других.
Плодоовощная промышленность. Развитое производство овощей, плодов и ягод служило базой для развития отрасли. Крупные консервные предприятия были построены в городах Нежин, Мена, Конотоп, Умань, Каменец-Подольский, Черкассы, Бар, Одесса, Херсон, Ровно, Дубно, Виноградов, Симферополь, Джанкой и других.
Винодельческая промышленность. Первичное виноделие сосредоточено преимущественно в Крыму (Крымское ПО винодельческой промышленности «Массандра», Симферополь, Евпатория, Севастополь, Бахчисарай), Херсонской области, в Закарпатье. Крупнейшие предприятия: винокомбинаты «Таврия», «Жовтнева Хвиля» (Запорожская область), заводы шампанских вин в Артёмовске, Одессе, Харькове, Киеве, а также предприятия в городах Белгород-Днестровский, Макеевка, Овруч и других.
Мясная промышленность. Ассортимент продукции составлял около 400 наименований. Широкое развитие получило производство птичьего мяса, в частности бройлеров. Развита повсеместно, крупнейшие центры: Киев, Харьков, Днепропетровск, Донецк, Кривой Рог, Львов, Херсон, Мариуполь, Прилуки, Винница, Ивано-Франковск, Ровно, Ворошиловград, Полтавский мясокомбинат, Черновцы, Кировоград, Запорожье, Мелитополь, Новая Каховка, Чернигов, Краснолучский мясокомбинат, Дубно и другие.
Молочная и маслосыродельная промышленность. Во всех промышленных центрах УССР действовали городские молочные заводы, крупнейшие: Киев, Харьков, Одесса, Днепропетровск, Запорожье, Донецк, Львов, Днепродзержинск, Первомайск, Херсон, Хмельницкий, Житомир, Старобельск, Балта, Бахмач и другие.
Рыбная промышленность. Важнейшие центры: Севастополь, Керчь, Одесса, Мариуполь, Бердянск, Геническ, Очаков и другие.
Спиртовая промышленность. Развита в городах центральной и отчасти западной частей УССР: Андрушёвский спиртовой комбинат, Барский спиртовой комбинат, Бершадский спиртовой завод, Борщёвский спиртовой завод, Гайсинский спиртовой завод, Каменский спиртоводочный комбинат, Лохвицкий спиртовой комбинат, Маловисковский спиртовой завод, Новоселицкий ликёро-водочный завод, Тростянецкий спиртовой комбинат, Хоростковский спиртовой комбинат, Шпола (Черкасская область), Ивано-Франковск, Кременчуг, Луцк, Черновцы и другие.
Пивоваренная промышленность. Предприятия в городах: Киев, Донецк, Николаев, Харьков, Чернигов и другие.
Табачная промышленность. В городах: Прилуки, Киев и другие. Сбор табака и махорки развит в Закарпатской и Крымской областях.
Микробиологическая промышленность. В 1984 году действовали 11 предприятий, в том числе Ладыжинский завод ферментных препаратов, Немешаевский завод биохимических препаратов, Кременчугский завод по производству белково-витаминных препаратов и другие.
Крахмальная промышленность. Предприятия в небольших городах и пгт: Гостомель, Володарск-Волынский, Володимирец, Семёновка (Черниговская область), Днепровское (Днепропетровская область) и другие.

### Лёгкая
В 1984 году на Украине было выработано 14,7 % швейных изделий, 17,4 % бельевого и верхнего трикотажа, 22,6 % кожаной обуви их общесоюзного производства.
В общем объёме промышленного производства лёгкая промышленность занимала 10,8 % (1990 год, в 1984 — 11,9 %, в настоящее время — около 1,5—2 %).
Была развита лёгкая промышленность, в том числе производство хлопчатобумажных (Херсон, Тернополь, Донецк, Черновцы и др.), шерстяных (Чернигов, Ворошиловград, Одесса и др.), шёлковых и льняных тканей, трикотажа (Киев, Харьков, Житомир, Львов, Одесса, Донецк и другие), швейная (Киев, Харьков, Одесса, Львов и другие), кожевенно-обувная отрасли промышленности.
Первое место в структуре отрасли занимала текстильная промышленность (46,7 % стоимости валовой продукции); значительный удельный вес в текстильной промышленности занимала хлопчатобумажная отрасль. Хлопчатобумажные ткани выпускали Херсонский, Тернопольский, Донецкий хлопчатобумажные комбинаты и Черновицкое текстильное объединение. Хлопчатобумажную пряжу изготавливали Долинская, Полтавская, Киевская, Нововолынская, Львовская, Никопольская, Макеевская, Люботинская, Кременецкая, Дубровицкая, Иршавская и другие фабрики. Шерстяные ткани выпускали Черниговский камвольно-суконный и Ворошиловградский тонкосуконный комбинаты, Дунаевецкая и Одесская фабрики, Лубенская одеяльно-войлочная фабрика, а также в городах Косов, Глиняны, Стрый, Славута, Богуслав, Березань, Глухов, Сумы, Донецк, Кривой Рог, Татарбунары, Бахчисарай и т. д., шёлковые ткани — в основном Киевский, Дарницкий, Черкасский, Лисичанский и Луцкий шёлковые комбинаты, льняные ткани — Житомирский, Ровенский и Барышевский льнокомбинаты. Среди специализированных отраслей текстильной промышленности большое значение имело трикотажное производство. Его центры — Киев (трикотажная фабрика «Киевлянка», ПТО имени Розы Люксембург), Харьков, Житомир, Львов, Одесса, Донецк, Луганск, Кременчуг, Бровары, Червоноград, Дубно, Мукачево, Николаев, Орджоникидзе, Рубежное, Шахтерск. Ведущее место занимало производство бельевого трикотажа и чулочно-носочных изделий: Черновицкое ПЧО имени 50-летия Великой Революции. К текстильной промышленности относилось также производство канатов, мешков, сеток, а также первичная обработка сырья — льна, лубяных волокон и хлопка (Ковель, Чернигов, Глухов, Перещепино, Овруч, Олевск, Сарны, Коростышев, Калуш и др.).
Швейная промышленность занимала второе место в структуре лёгкой промышленности (35,3 %). Крупнейшие швейные предприятия: Киевской ПШО «Украина», Харьковское ПШО имени Е. Д. Тынякова, Одесское ПШО имени В. В. Воровского, ПО «Маяк» (Львов), «Зоря» (Дрогобыч). Готовую одежду выпускали в Днепропетровске, Запорожье, Черновцах, Донецке, Артёмовске, Виннице, Полтаве, Переяславе-Хмельницком, Николаеве, Кировограде и т. д.
Кожевенно-обувная промышленность. Крупные центры: Киев, Ворошиловград, Харьков, Одесса, Львов, Васильков, Бердичев, Вознесенск, Первомайск Ворошиловградской области, Ужгород, Макеевка, Кривой Рог и др.
Меховая промышленность. Крупнейшие предприятия — Харьковское меховое ПО и ПО «Тысменица». Меховую продукцию выпускали также фабрики в городах Одесса, Житомир, Жмеринка, Жёлтые Воды и в пгт Ясиня Закарпатской области.
Галантерейная промышленность. Предприятия размещены преимущественно в крупных городах (Киев, Харьков, Одесса, Днепропетровск, Львов, Черновцы, Винница, Хмельницкий, Прилуки, Херсон, Севастополь, Снежное, Марганец, Измаил, Кролевец и т. д.).
Пеньково-джутовая промышленность — Одесская фабрика технических тканей и Харьковский канатный завод, работали на привозном сырье.

### Лесная
Базой для развития отрасли в УССР служили её лесные массивы и привозноё сырьё из других республик СССР (преимущественно РСФСР и БССР). В общем объёме промышленного производства лесная, деревообрабатывающая и целлюлозно-бумажная промышленность занимала 2,9 % (1990 год, в настоящее время — около 1-2 %).
Лесозаготовительные районы сформировались на территориях, где имелись крупные лесные массивы. Больше всего лесов в Карпатах (40,2 % от территории этого района), Полесье (25,5 %). Карпатский район охватывал Закарпатскую (Рахов, Усть-Чёрная, Перечин, Воловец), Черновицкую (Берегомет, Путила, Черновцы), Ивано-Франковскую (Верховина, Ворохта) и южную часть Львовской области (Сколе, Дрогобыч, Стрый, Самбор). В Полесский район — Волынская (Маневичи, Ковель, Владимир-Волынский, Киверцы, Цумань), Ровенская (Костополь, Сарны, Дубно, Клевань), Житомирская (Олевск, Коростень, Новоград-Волынский, Барановка, Житомир), Киевская области (Белая Церковь, Песковка, Фастов). Некоторые предприятия размещены в Черниговской (Корюковка, Чернигов, Добрянка, Нежин, Прилуки), Сумской (Кролевец, Сумы), Тернопольской (Кременец), Хмельницкой (Славута, Шепетовка) и Винницкой областях (Хмельник, Винница).
Деревообрабатывающая промышленность. Лесопильная промышленность расположена преимущественно в Карпатском и Полесском районах (Сторожинец, Киев, Межгорье, Жорнава, Буштыно, Великий Бычков Закарпатской области, Львов и Сколе). Производство фанеры сосредоточены в Юго-Западном экономическом районе (Львов, Оржев Ровенской области, Дзвыняч Ивано-Франковской области, Красноильск Черновицкой области и другие), крупные центры производства строительных материалов из дерева — в крупных городах или недалеко от них (Киев, Беличи, Харьков, Запорожье, Одесса, Кременчуг), в горнопромышленных районах (Кривой Рог, Донецк), некоторые — в районах сырья (Костополь, Коростень, Черновцы, Киверцы, Ивано-Франковск, Надворная, Калиновка, Львов и Дрогобыч). Мебельная промышленность сосредотачивалась в крупных городах — Киеве, Харькове, Львове, Одессе, Ворошиловграде, Днепропетровске, Донецке, Кременчуге, Николаеве, значительные центры сформировались в городах, расположенных в пределах лесопромышленных районов или недалеко от них (Ивано-Франковск, Житомир, Ужгород, Мукачево, Свалява, Львов, Коломыя, Черновцы, Хуст, Самбор и другие), некоторые из них сложились в небольших городах вблизи крупных промышленных центров (в районе Харькова: Мерефа, Мерчик, Чугуев, в районе Киева: Фастов, Ирпень, Беличи, Бровары). Крупнейшие мебельные предприятия УССР: Житомирский, Прикарпатский, Днепропетровский, Ворошиловградский, Мукачевский мебельные комбинаты, Киевская мебельная фабрика имени В. Н. Боженко, Свалявский и Болеховский лесокомбинаты. Действовало 25 цехов древесно-стружечных плит, крупнейшие на Костопольском домостроительном комбинате, Надворнянском и Свалявском лесокомбинатах, Тересвянском и Киевском деревообрабатывающих комбинатах.
Целлюлозно-бумажная промышленность. Предприятия расположены преимущественно в Житомирской (Малин, Коростышев, Чижовка, Житомир), Хмельницкой (Понинка), Херсонской (Цюрупинск), Закарпатской (Рахов), Львовской (Жидачов, Львов), Киевской (Киев, Обухов, Фастов, Боровая, Белая Церковь) и Черниговской областях (Корюковка, Чернигов), а также в городах: Измаил, Одесса, Днепропетровск, Запорожье, Торез, Ворошиловград, Харьков, Змеев, Рогань, Коломыя, в пгт Россоша Хмельницкой области. Крупнейшие предприятия: Жидачовский целлюлозно-картонный комбинат, Понинковская картонно-бумажная фабрика (Тернопольская), Малинская бумажная фабрика, Киевский и Обуховский картонно-бумажные комбинаты.
Лесохимическая промышленность. Предприятия отрасли на основе сухой перегонки древесины вырабатывают древесный уголь, уксусную кислоту, метиловый спирт, синтетические смолы и другое. Крупнейшие предприятия: Выгодский лесохимический комбинат (Ивано-Франковская область), Великобычковский лесохимический комбинат, Перечинский лесохимический комбинат, Свалявский лесохимический комбинат, а также предприятия в городах Славута, Коростень, Коростышев.
Гидролизно-дрожжевая промышленность. Запорожский, Верхнеднепровский, Краматорский гидролизно-дрожжевые заводы.

### Производство стройматериалов
В общем объёме промышленного производства промышленность строительных материалов занимала 3,4 % (1990 год, в настоящее время — около 2-3 %).
Было развито производство строительных материалов (крупнейшие центры — Киев, Запорожье, Харьков, Кривой Рог, Днепропетровск, Сумы, Львов, Донецк, Балаклея, Одесса, Симферополь, Каменец-Подольский, Ивано-Франковск, Кировоград и другие), в том числе:
- строительной керамики (Полонное, Харьков, Изюм, Львов, Пустомыты, Хуст, Ужгород и другие),
- стеновых материалов:
  - глиняного кирпича (Ирпень, Запорожье, Полтава и другие),
  - силикатного кирпича (Херсон, Днепропетровск, Кривой Рог, Черкассы, Чернигов, Красный Лиман, Триполье Киевской области, Ладыжин, Розвадов Львовской области и другие),
  - силикатных изделий (Сумы, Николаев, Белгород-Днестровский, Славута и другие),
- нерудных строительных материалов (Запорожье, Житомир, Кривой Рог, Хуст, Кременчуг, Днепропетровск, Донецк, Симферополь, Гнивань Винницкой области и другие),
- железобетонных и бетонных конструкций (Киев, Донецк, Харьков, Днепропетровск, Светловодск, Ворошиловград, Коммунарск, Кривой Рог, Сумы, Кировоград, Львов, Каховка, Винница, Черкассы, Мариуполь, Торез и другие),
- теплоизоляционных изделий (Ирпень, Донецк, Запорожье, Коммунарск, Костополь, Коцюбинское Киевской области),
- обработка облицовочных материалов из природного камня (Коростышев, Житомир, Лизник и Головино Житомирской области, Жежелев Винницкой области, Старые Бабаны Черкасской области и другие),
- известняковых и местных вяжущих средств (Славянск, Артёмовск, Горловка, Староконстантинов, Лановцы Тернопольской области, Бахчисарай и другие),
- асбеста (Запорожье, Калуш, Энергодар, Донецк, Полтава) и другое.

#### Цементная промышленность
Первые предприятия по производству цемента на территории в границах Украинской ССР были основаны в конце XIX века, ими стали Амвросиевский цементный завод (1896) и Здолбуновский цементный завод (1898), в 1913 году здесь находились 8 предприятий по производству цемента Российской империи общей мощностью 270 тыс. тонн цемента в год. В 1920е-1930е годы Амвросиевский и Краматорский цементные заводы были реконструированы, построены Днепродзержинский и Енакиевский цементные заводы, в результате объём производства цемента в 1940 году превысил в 4,5 раз уровень 1913 года. После Великой Отечественной войны предприятия цементной промышленности были восстановлены, реконструированы и расширены. В 1980е годы крупнейшими предприятиями являлись Николаевский цементно-горный комбинат, Балаклейский цементно-шиферный комбинат, Амвросиевский цементный комбинат, Здолбуновский цементно-шиферный комбинат, Криворожский цементный завод, Ольшанский цементный завод, Каменец-Подольский цементный завод, Ямницкий цементный завод, Одесский цементный завод. Кроме того, ещё несколько цементных заводов средней мощности были построены при государственных предприятиях и межколхозных организациях. Научные вопросы развития цементной промышленности разрабатывали научно-исследовательский и проектный институт «Южгипроцемент» в Харькове и научно-исследовательский институт строительных материалов и изделий в Киеве.

#### Стекольная промышленность
Производство стекла и стеклянных изделий на территории в границах Украинской ССР существовало длительное время, промышленное производство возникло в XVIII веке (после того, как была введена в действие Киевская гута), как самостоятельная отрасль промышленности в Российской империи стекольная промышленность оформилась во второй половине XIX века. В конце XIX века в Киевской губернии и Донбассе началось строительство первых крупных стекольных предприятий, но до 1917 года большинство производств составляли небольшие предприятия, на которых преобладал ручной труд. В СССР основой отрасли стали крупные предприятия с автоматизацией технологических процессов стекловарения и механизированным производством стеклянных изделий, на которых было освоено производство новых видов продукции. В 1981 году заводы УССР выпустили 45,5 млн м² оконного, 5,2 млн м² полированного, 2,6 млн м² армированного и 1,8 млн м² закалённого неполированного стекла. По состоянию на начало 1984 года, в УССР действовали свыше 35 предприятий стекольной промышленности, которые имели возможность выпускать оконное, полированное, тарное, хозяйственное, столовое, архитектурно-строительное, лабораторное, медицинское, армированное, теплозащитное, узорчатое и иные виды стекла, а также стеклоблоки, стеклопакеты, коврово-мозаичные плиты, стекломрамор и иные стеклоизделия; научно-технические проблемы отрасли разрабатывали ГНИИ стекла в Москве, его филиал в Киеве и НИИ стекла завода «Автостекло» в Константиновке. В Основных направлениях экономического и социального развития СССР на период до 1990 года было предусмотрено дальнейшее расширение производства и внедрение энергосберегающих технологий на предприятиях отрасли. Крупнейшими предприятиями отрасли являлись: завод «Автостекло» и Константиновский механизированный стекольный завод имени Октябрьской Революции (Константиновка), Артёмовский завод «Пролетарий», Лисичанский стекольный завод «Пролетарий», Бучанский завод стеклотары и другие заводы. Всего 44 завода (Херсонский завод стеклоизделий, Керченский завод стеклоизделий, Одесский завод стеклоизделий, Киевский завод художественного стекла, Попаснянский стекольный завод, Бережанский стекольный завод, Костопольский завод стеклоизделий, Песковский завод стеклоизделий, Рокитновский стекольный завод, Свалявский стеклотарный завод, Харьков, Новая Водолага Харьковской области, Львов, Стрый, Славута, Гостомель, Симферополь, Запорожье, Кировоград, Светловодск, Житомир и Дзержинск Житомирской области).

#### Фарфоро-фаянсовая промышленность
Фарфоро-фаянсовая промышленность объединяла производство хозяйственного и художественно-декоративного фарфора, фаянса, полуфарфора и майолики, основным сырьём для производства которых являлись каолин, полевой шпат, кварцевый песок, пластическая глина и бентонит. В 1913 году на территории в границах Украинской ССР находились 9 из 36 заводов по производству фарфоровых и фаянсовых изделий Российской империи, главными из которых были основанная в 1798 году Межигорская фаянсовая фабрика, Городницкий фарфоровый завод (c 1799), Барановский фарфоровый завод (1802), а также фарфоровые заводы в Довбыше, Полонном, Коростене, селе Волокитине (1839—1862). В 1922 году в Киеве были созданы трест «Укрфарфорфаянс» и специальная лаборатория керамических красок. В 1945 году был создан Киевский экспериментальный керамико-художественный завод, после окончания войны началась реконструкция старых и сооружение новых предприятий. В 1962—1967 годы были построены Полтавский фарфоровый завод, Синельниковский фарфоровый завод, Сумский фарфоровый завод, а также фарфоровый завод в Бориславе и Береговский майоликовый завод, в 8-й пятилетке — реконструированы Полонский, Коростенский и Барановский фарфоровые заводы, в 1972 году — введён в эксплуатацию Дружковский фарфоровый завод.
В 1983 году группе учёных института коллоидной химии и химии воды им. А. В. Думанского Академии наук УССР под руководством д. хим. н., профессора Н. Круглицкого удалось раскрыть тайну создания китайского фарфора (чтобы вода полностью перемешивалась с глиной, древние мастера помещали каолиновую массу в бункеры, в которых она выдерживалась двести и более лет, а технологии её обработки тщательно скрывали) — с применением ультразвука молекулам воды был открыт доступ в межкристаллическое пространство каолина без выдержки в течение нескольких столетий. В том же 1983 году по технологии была изготовлена первая фарфоровая чашка.
По состоянию на начало 1984 года, в республике действовали 18 предприятий отрасли (13 фарфоровых, 2 фаянсовых и 3 майоликовых завода), крупнейшими из которых являлись Барановский фарфоровый завод им. В. И. Ленина, Будянский фаянсовый завод «Серп и молот», Коростенский фарфоровый завод им. Ф. Э. Дзержинского, Полонское производственное объединение «Фарфор». Также действовали Тернопольский фарфоровый завод, Довбышский фарфоровый завод, Полтавский фарфоровый завод им. XXV съезда КПСС, Олевский фарфоровый завод, Васильковский майоликовый завод, фаянсовый завод в пгт. Каменный Брод Житомирской области и несколько других предприятий.

## Сельское хозяйство
- В 1953 году урожай сельскохозяйственной продукции составил 21408,5 тыс. тонн.
- В 1970 году валовой сбор зерновых составил 36,4 млн тонн.

Сельское хозяйство республики специализировалось главным образом на производстве зерна, технических культур и продукции животноводства.
В 1987 году в республике насчитывалось 2383 совхозов и 7576 колхозов. Сельскохозяйственные угодья составляли 41,9 млн га, из них:
- пашня — 34,2 млн га,
- сенокосы — 2,0 млн га,
- пастбища — 4,6 млн га.

Проводились работы по мелиорации земель республики. В степной зоне действовали оросительные системы: Каховская, Краснознаменская, Ингулецкая, Северо-Рогачикская, Фрунзенская, Татарбунарская и другие, Северо-Крымский канал, канал Днепр-Донбасс. В Полесье — осушительные и осушительно-увлажнительные системы: Ирпенская, Остёрская, Трубежская и др. Площадь орошаемых земель — 2,386 млн га (1986 год), осушенных — 2,98 млн га.

### Земледелие
Земледелие давало свыше 45 % стоимости валовой продукции сельского хозяйства. Основные сельскохозяйственные культуры — зерновые (валовой сбор зерна — 43,1 млн т, около 50 % площади посевов): озимая пшеница (главным образом в степной и лесостепной зонах), кукуруза на зерно (в степной зоне), рис (на орошаемых землях Юга), а также ячмень, просо, гречиха, зернобобовые и другие культуры. Валовой сбор (1986 год): сахарная свёкла — 42,9 млн т (54,1 % общесоюзного, возделывали главным образом в лесостепной зоне), семена подсолнечника — 2,557 млн т (48,6 % общесоюзного, выращивалась преимущественно в степной зоне), льноволокно — 101 тыс. т (основные районы производства — в Полесье и на западе республики), картофеля — 21,41 млн т (возделывали повсеместно, кроме засушливых районов Юга); выращивали также хмель (главным образом на северо-западе), конопля (на востоке Полесья и в Среднем Приднепровье; 46 % всех семян и 37 % волокна СССР), табак (в Крыму, Закарпатье, Приднепровье), кормовые культуры. В УССР размещено около ½ всех посевов клещевины СССР (более 70 тыс. га), развивалось выращивание сои, эфирно-масличных культур, лекарственных растений.
Овощеводство особенно развито вокруг крупных городов и промышленных районов (выращивают помидоры — 25,3 % посевной площади, капуста — 19 %, огурцы — 18 %, лук репчатый — 9,7 %, морковь столовая — 6,5 %, свёкла столовая — 6,4 %, редис, редька, петрушка, хрен, укроп, перец, баклажаны, фасоль, горох, шпинат и др.). Плодоводство — повсеместно (яблоня — 61,6 % породной структуры, вишня — 10,7 %, слива — 9,6 %, груша и айва — 7,5 %, орехоплодные — 2,8 %, черешня — 2,5 %, ягодники — 2,3 %, абрикос — 2,2 %, персик — 0,8 % и другие). Бахчеводство — главным образом на Юге (арбуз, дыня, тыква, кабачок и другое). Виноградарство (основные районы — Крым, Закарпатье, Причерноморье).

### Животноводство
Важнейшей отраслью животноводства было скотоводство (71 % товарной продукции животноводства: в том числе почти всё молоко и 44 % мяса), развитое почти повсеместно; свиноводство — в лесостепи и степи (37 % мяса), овцеводство — преимущественно в степной зоне, Карпатах и Полесье (2 % товарной стоимости). По поголовью Украинская ССР занимала в СССР второе место после РСФСР: (на 1987 год, в млн голов): крупный рогатый скот — 26,7, свиней — 20,1, овец и коз — 9,0 (1984 год), домашней птицы — 251,4. Рыболовство. Шелководство. Звероводство.

## Транспорт
Основной вид транспорта — железнодорожный. Эксплуатационная длина на 1986 год:
- железных дорог — 22,7 тыс. км;
- автомобильных дорог — 162,7 тыс. км (в том числе с твёрдым покрытием — 147,3 тыс. км).

Наиболее густая сеть железных дорог — в Донбассе и Приднепровье. Росло значение автомобильного транспорта. Большое значение имел морской транспорт: главные порты — Одесса, Черноморск, Херсон, Мариуполь, Измаил, Керчь, действовала морская паромная переправа: Ильичёвск — Варна. В УССР находились управления трёх пароходств: Черноморское морское пароходство (Одесса), Азовское морское пароходство (Мариуполь), Советское Дунайское пароходство (Измаил). Длина речных судоходных путей — 4,8 тыс. км, основная водная артерия республики — река Днепр.
По территории УССР проходили магистральные трубопроводы: нефтепровод «Дружба», газопроводы «Союз», «Братство», Уренгой — Помары — Ужгород и другие, аммиакопровод Тольятти — Горловка — Одесса. Газопроводы соединяли районы добычи газа (Прикарпатье, Днепровско-Донецкая нефтегазоносная область) со многими городами УССР и другими республиками СССР.